# Malastenarna
Malastenarna är en ö i Finland. Den ligger i Norra kvarken och i kommunen Malax i den ekonomiska regionen  Vasa i landskapet Österbotten, i den västra delen av landet. Ön ligger omkring 25 kilometer sydväst om Vasa och omkring 360 kilometer nordväst om Helsingfors.
Öns area är 28,1 hektar och dess största längd är 1 kilometer i nord-sydlig riktning. I omgivningarna runt Malastenarna växer i huvudsak blandskog.